# СО (электровоз)
СО (Серго Орджоникидзе) — советский промышленный электровоз постоянного тока.

## Проектирование
Проектирование электровоза вели совместно московский завод «Динамо» и Подольский крекинго-электровозостроительный завод им. Серго Орджоникидзе. За образец был взят электровоз серии В итальянского производства. Согласно проекту, новые электровозы должны были способны возить двойной тягой составы весом 840—880 тонн на 30 тысячном подъёме, а одиночной тягой — составы весом 252 тонн на площадке и на спусках до 15 тысячных. Токосьём должен был осуществляться как с верхнего, так и с бокового контактного провода, а на участках передвижки путей в карьерах электровоз должен был получать питание через кабель длиной 300 метров, намотанный на специальный барабан, установленный на самом электровозе. На электровозе планировали применить коллекторные тяговые электродвигатели постоянного тока и при проектировании рассматривались различные варианты их пуска:
- с помощью резисторов
- с помощью методина
- через выпрямительную установку на электровозе, но электроснабжение при этом было на переменном токе

После рассмотрения вариантов, выбор конструкторов пал на первый из них. Одним из первых мест работы для новых электровозов должен был стать Прибалхашский медеплавильный комбинат.

## Производство
В конце 1935 года Подольский завод закончил изготовление механической части и передал её на завод «Динамо», где установили электрооборудование. В начале 1936 года завод выпустил первый электровоз, которому присвоили обозначение СО-01. Электровоз по конструкции во многом был схож с магистральными электровозами С, Сс и ВЛ22, в том числе имел схожее межтележечное соединение, а тяговые электродвигатели ДПЭ-220 имели те же геометрические размеры, что и ДПЭ-340, отличаясь лишь параметрами обмоток якоря и полюсов. Также аналогичными были и различные электрические аппараты. СО-01 имел 28 ходовых позиций, из которых на 1—12 позициях ТЭД соединялись последовательно, на 13—20 — последовательно-параллельно, на 21—28 — параллельно. 12, 20 и 28 позиции являлись ходовыми. В силовой схеме были применены индивидуальные контакторы, как на ПБ21. Схема электровоза позволяла осуществлять как реостатное (12 позиций), так и рекуперативное (9 позиций) торможение, но из-за отсутствия на тяговых подстанциях инверторов, последний тип торможения практически не применялся.
СО-01 в августе—октябре прошёл испытания на путях Магнитогорского комбината в ходе которых он, по сравнению с электровозами В, работал весьма устойчиво и мог водить составы в 1,5 раза тяжелее. По результатам испытаний было решено отказаться от применения рекупративного торможения и снизить передаточное число тяговых редукторов с 5,06 до 4,45 с целью повысить скорость движения. В 1937 году заводы выпустили 3 электровоза и продолжали их выпуск до 1939 года включительно. Всего было выпущено 15 электровозов серии СО, все они поступили на пути промышленных предприятий.
В 1940 и 1941 году Коломенский завод совместно с «Динамо» выпустили 15 (8 — в 1940, 7 — в 1941) таких же электровозов (было лишь несколько изменено рессорное подвешивание), которым было присвоено заводское обозначение V-КП-2.